# Andevoranto
Andevoranto (ou Andovoranto) est un village de la côte est de Madagascar, situé à 1,5 km au nord du l'embouchure du fleuve Rianila, dans le District de Brickaville, région d'Atsinanana.
La population y était d'environ 12 000 habitants en 2001.
L'église de Madagascar souhaite y créer un lieu de pèlerinage, en l'honneur de Mgr Henri de Solages, pionnier des missions chrétiennes dans la grande île, qui y est mort en 1832, cinq mois à peine après son arrivée dans le pays. Les restes du Mgr Solages sont y sont retrouvé 100 ans plus tard lors de fouilles et sont déposés en la cathédrale Saint-Joseph de Toamasina (Tamatave) à l'occasion de la bénédiction de l'église en 1934.